# Lokroi
Lokroi (Grieks: Λοκροί) is sedert 2011 een fusiegemeente (dimos) in de Griekse bestuurlijke regio (periferia) Centraal-Griekenland.
De vier deelgemeenten (dimotiki enotita) van de fusiegemeente zijn:
- Atalanti (Αταλάντη)
- Dafnousia (Δαφνούσια)
- Malesina (Μαλεσίνα)
- Opountia (Οπουντία)

Zie ook Lokris, de landstreek uit de Griekse oudheid.